# Ердекан
Ердекан (перс. اردکان) — друге за величиною місто в провінції Єзд, що в центральній частині Ірану. Є адміністративним центром однойменного шахрестану. Є важливим релігійним осередком зороастризму.

## Відомі уродженці
В Ердекані народився колишній президент Ірану Мохаммад Хатамі.